# Força Aérea da Finlândia

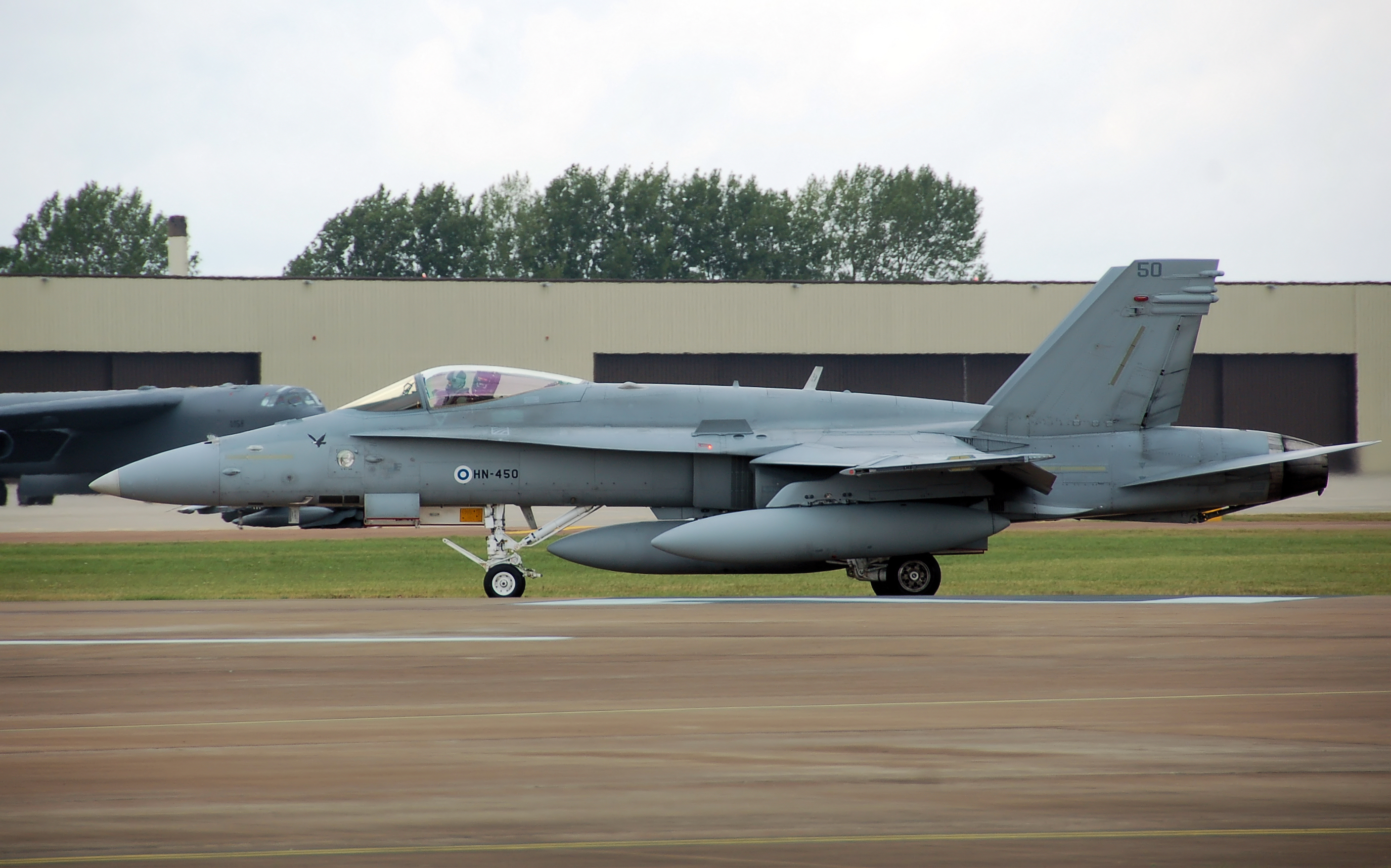
Um caça F/A-18 Hornet finlandês.

A Força Aérea da Finlândia (FAF ou FiAF) (em finlandês: Ilmavoimat, em sueco: Flygvapnet) é o ramo aéreo das Forças de Defesa da Finlândia. As suas tarefas em tempos de paz são de vigilância do espaço aéreo, a identificação voos, e produção de prontidão para formações de condições de guerras. Tal como um ramo separado dos militares, a Força Aérea finlandesa é uma das mais antigas do mundo, tendo existido oficialmente desde 6 de Março de 1918.

## Aeronaves

### Armamento
| Equipamento      | Origem         | Tipo                   | Obs                                                                          |
| Míssil ar-ar     | Míssil ar-ar   | Míssil ar-ar           | Míssil ar-ar                                                                 |
| ---------------- | -------------- | ---------------------- | ---------------------------------------------------------------------------- |
| AIM-120 AMRAAM   | Estados Unidos | Míssil ar-ar           | AIM-120A 445 unidades AIM-120B AIM-120C-5 9 unidades AIM-120C-7 300 unidades |
| AIM-9 Sidewinder | Estados Unidos | Míssil ar-ar           | AIM-9M 480 unidades AIM-9X 150 unidades                                      |
| Míssil ar-terra  |                |                        |                                                                              |
| AGM-158 JASSM    | Estados Unidos | Míssil de cruzeiro     | 70 Unidades                                                                  |
| AGM-154          | Estados Unidos | Bomba guiada por laser |                                                                              |
| Bombas           |                |                        |                                                                              |
| JDAM             | Estados Unidos | Bomba                  |                                                                              |